# Basning

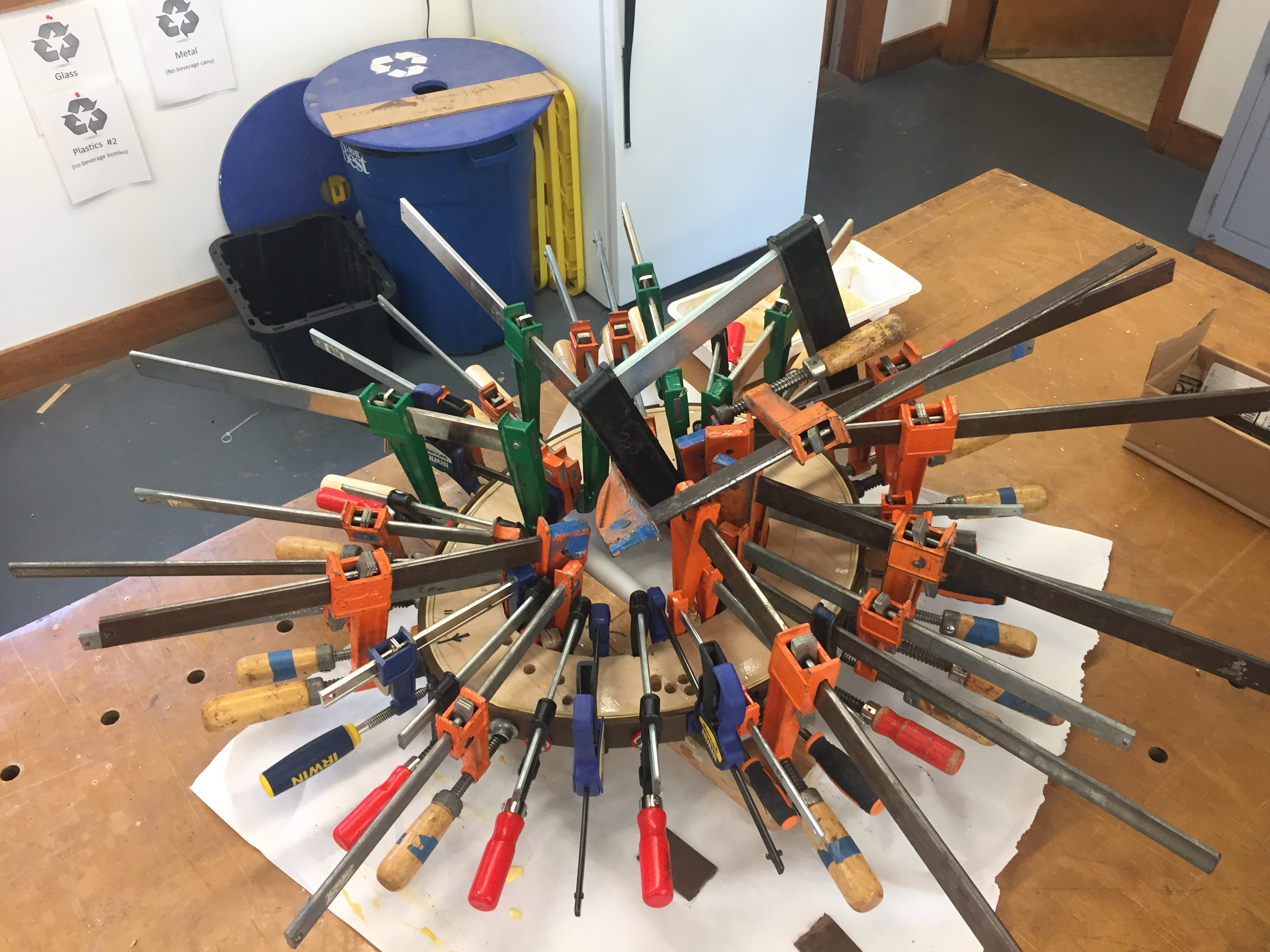
Ett trästycke som böjts med hjälp av ånga hålls på plats med tvingar när det torkar.

Basning är en metod för att med värme och fukt göra trä mjukt och böjbart för exempelvis båtbygge, tillverkning av böjträmöbler, svepaskar och pilbågar.

## Historik
I äldre tider utfördes basning över öppen eld. Båtbyggaren placerade virket i vatten några dagar eller använde nyligen sågat eller framklyvt färskt virke. Virket värmdes över öppen eld tills det blev formbart. Efter tillräcklig upphettning vreds samt böjdes bordämnet in på sin plats i båten. Vid denna metod får virket en lätt bränd yta av elden varvid virket har fått ett bättre rötmotstånd, en nygammal metod som är brukbar än i dag som alternativ till
impregnering av trä som till exempel ska vara i marken.

## Nutida metod
I modern tid är basning med ånga, den metod som kommer till användning. Vid till exempel båtbygge används en baslåda helst av trä. En baslåda, baskista eller bastrumma är en tättslutande låda, oftast av spontat virke med en längd av cirka 4 meter med invändiga mått 30x40 cm. Andra mått och material förekommer, men obehandlad stålplåt kan missfärga virket. Baslådan är försedd med en öppning i ena ändan för att föra in arbetsstycket, till exempel bord eller spant, varefter man stänger till med en lucka, är arbetsstycket längre, eventuellt med skumgummi eller liknande. 
Ett aggregat som kan producera tillräcklig mängd ånga ansluts som är anpassad för baslådans och arbetsstycket, kan vara ångpanna eller ångjanne med flera.
Vid bordläggning av en båt med 25 mm bordläggning går man till väga på följande sätt. Bordet mallas av efter bordens indelning på mallarna eller spanten, bordämnet sågas och hyvlas till den slutliga tjocklek varefter det införs i baslådan, eller får ligga i vatten något dygn innan basning. Ånga tillförs i en timma varefter respektive bord skyndsamt fastspänns i båten på sin plats. Bordämnet måste ofta böjas samt vridas vid infästning mot stävar i båten, det här förfarandet är det samma för spant, sargar och så vidare i båtbygge. Efter det att virket har kallnat har det erhållit sin form, och man kan bearbeta virket inför den slutgiltiga monteringen.
En tumregel vid basning för båtbygge är en timme per 25 mm virkestjocklek, men man ska även beakta vilken relativ fuktighet virket har innan basning; grövre dimensioner blir mer lättarbetade av att läggas i vatten. Vid basningen försvinner en stor del av det fria vattnet som finns i träets celler efter en blötläggning. Olika träslag kan uppvisa skillnader i förhållande till varandra i böjmotstånd. Vid större böjradie bör årsringarna ligga tvärs böjradien, tangentiellt orienterade.
För klenare virke och lister kan det vara ett alternativ att basa med linolja eller trätjära, virket bestryks med linolja eller trätjära samt värmes med gasolbrännare eller värmepistol. Här är brandfaran en stor risk.
Basning i varmbad används också inom träindustrin för att göra trä mer lättbearbetat, till exempel inom plywoodindustrin.